# Diocesi di Chalon

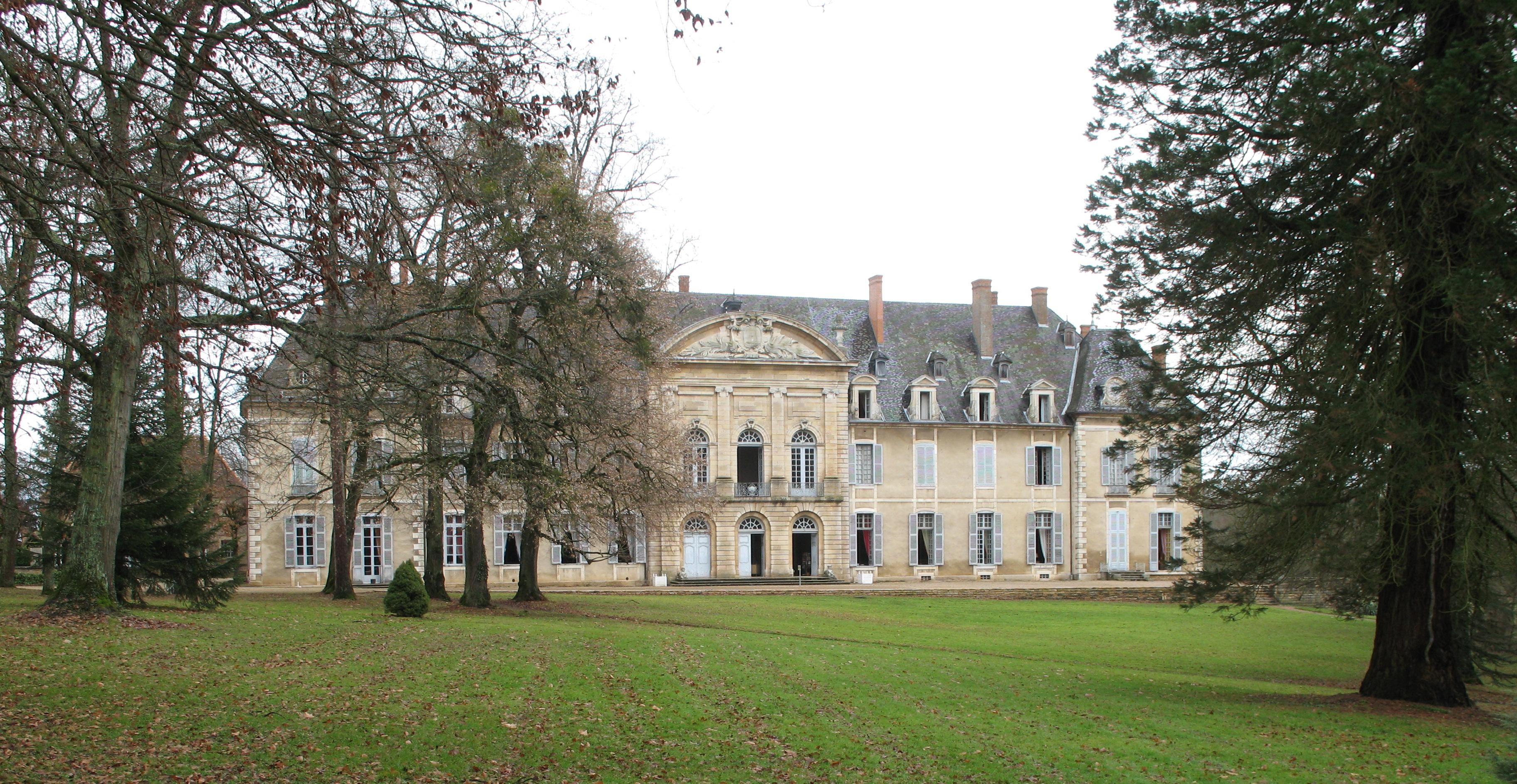
Il palazzo dell'antica abbazia di La Ferté.

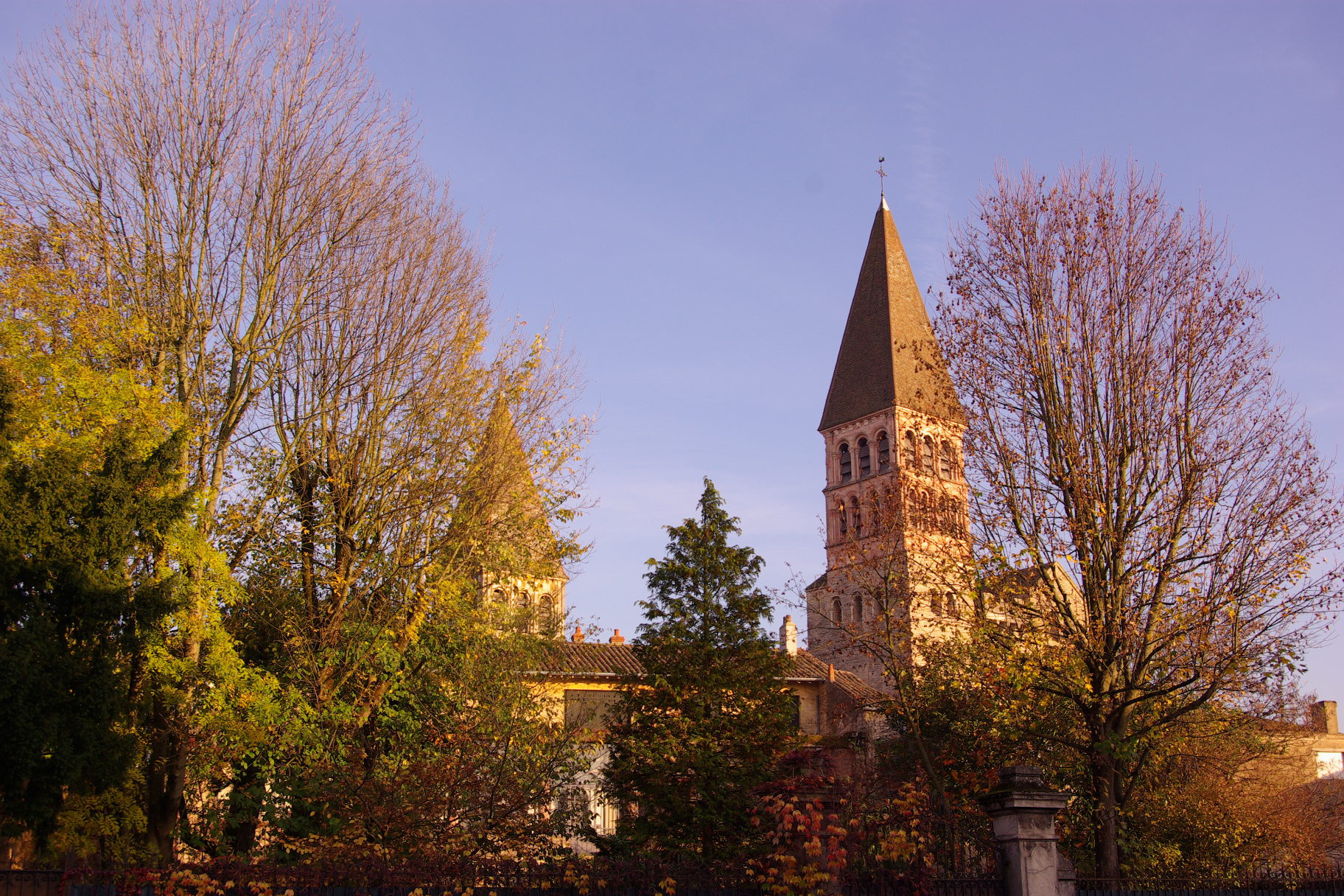
L'abbazia di San Filiberto di Tournus.

La diocesi di Chalon (in latino: Dioecesis Cabillonensis) è una sede soppressa della Chiesa cattolica.

## Territorio
La diocesi comprendeva parte della Borgogna ed era delimitata dalle diocesi di Mâcon, di Autun e di Langres e dalle arcidiocesi di Besançon e di Lione. Appartenevano a Chalon anche tre enclavi nella diocesi di Langres. La maggior parte del territorio era compreso nell'attuale dipartimento della Saona e Loira, mentre una porzione minore, comprese le enclavi, appartenevano all'odierno dipartimento della Côte-d'Or.
Sede vescovile era la città di Chalon (l'odierna Chalon-sur-Saône), dove fungeva da cattedrale la chiesa di San Vincenzo.
Nel 1772 la diocesi racchiudeva 220 parrocchie, suddivise in 4 arcidiaconati, già censiti nel XII secolo, e 16 arcipresbiterati, attestati solo a partire dal 1670:
- arcidiaconato di Chalon: arcipresbiterati di Chalon, Rully, Saint-Jean-de-Vaux, Jambles, Buxy, Saint-Gengoux e Mont-Saint-Vincent;
- arcidiaconato di Bresse: arcipresbiterati di Ormes, Mervans, Branges, Allériot e Verdun;
- arcidiaconato di Tournus: arcipresbiterati di Tournus e Brancion;
- arcidiaconato dell'Oscheret: arcipresbiterati di Esbarres e Les Maillys.

Alla fine del Settecento nel territorio diocesano si trovavano cinque abbazie maschili e 2 femminili: le abbazie benedettine di San Pietro a Chalon e di Lancharre; l'abbazia dei canonici regolari di Tournus; le quattro abbazie cistercensi di Cîteaux, casa madre dell'ordine, di La Ferté, di Maizières e di Molaise.	

## Storia
Secondo la tradizione, ricordata dal Martirologio Romano alla data del 4 e del 15 settembre, all'epoca dell'imperatore Antonino Pio a Chalon subirono il martirio san Marcello e san Valeriano. In una lettera pastorale del 1790, il vescovo Jean-Baptiste du Chilleau ricordava come la sua Chiesa, nata con il sangue dei martiri Marcello e Valeriano, fosse per anzianità la seconda di Francia.
La diocesi è documentata per la prima volta verso la metà del IV secolo; il vescovo Donaziano, la cui attribuzione alla sede di Chalon è tuttavia contestata, sottoscrisse, durante lo peudo-concilio di Colonia del 346, il documento di adesione alla decisione del concilio di Sardica a favore di sant'Atanasio. Lo storico Sidonio Apollinare menziona due vescovi nella seconda metà del V secolo, Paolo e Giovanni, che molti storici considerano essere i primi vescovi della Chiesa di Chalon.
Il castrum Cabillonensis faceva parte della provincia romana della Gallia Lugdunense prima; la sua diocesi era suffraganea dell'arcidiocesi di Lione, sede metropolitana provinciale.
Chalon fu sede di 12 concili tra il 470 e il 1073. Tra questi si ricordano in particolare: il concilio del 647/649, che promulgò una ventina di canoni sulla disciplina ecclesiastica; quello dell'813, che impose l'obbligo di creare scuole per i chierici, vietò di ribattezzare più volte i penitenti ed impose a tutti i monaci la regola di san Benedetto; il concilio dell'886, che cercò invano di riconciliare i principi carolingi.
Attorno al 1090 fu iniziata la costruzione della cattedrale, dedicata a san Vincenzo di Saragozza, che fu definitivamente ultimata nel XVI secolo.
Originariamente il capitolo della cattedrale aveva diritto alla nomina dei vescovi, Hugues de Corraboeuf nel 1333 fu il primo vescovo nominato dal papa. Questo cambiamento comportò la nomina a vescovo del clero della Corte del re di Francia o del duca di Borgogna o della Corte pontificia, che talvolta conservò i propri incarichi e non risiedette in diocesi; inoltre il clero locale fu praticamente escluso dall'accesso all'episcopato.
Tra i vescovi di Chalon si ricordano Uberto (o Ucberto), che fu ambasciatore di Carlo Magno a Roma, e lo scrittore Pons de Thiard de Bissy, che fu vescovo dal 1578 al 1594.
Nel 1620, durante l'episcopato di Cyrus de Thiard, fu pubblicato l'Officia propria sanctorum insignis ecclesiae cathedralis Cabilonensis et ejus dioecesis, che segna l'inizio dell'adozione del rito romano nella diocesi in sostituzione di quello gallicano. Si deve al vescovo Jean de Maupeou la fondazione del seminario diocesano nel 1675; il seminario minore fu eretto a Tournus nel 1688.
La diocesi fu soppressa in seguito al concordato con la bolla Qui Christi Domini di papa Pio VII del 29 novembre 1801 e il suo territorio incorporato in quello della diocesi di Autun.
Un nuovo concordato, stipulato nel giugno 1817, e la successiva bolla Commissa divinitus, prevedevano la restaurazione della diocesi; ma il nuovo accordo non entrò mai in vigore, perché non ratificato dal parlamento di Parigi. La diocesi non venne mai più restaurata.
Dal 19 luglio 1853 ai vescovi di Autun è concesso di aggiungere al proprio titolo quello di "vescovi di Chalon".

## Cronotassi dei vescovi
- Donaziano ? † (menzionato nel 346)[7]
- Paolo † (? - circa 470 dimesso)[8]
- Giovanni † (menzionato nel 474 o 475)
- San Tranquillo ? †[9]
- Giamblico †[10]
- San Silvestro † (prima del 486 circa - dopo il 518/523)
- San Desiderio ? † (menzionato nel 530/531 circa)[11]
- Sant'Agricola † (532 - 17 marzo 580 deceduto)[12]
- San Flavio † (581 - dopo il 591)
- San Lupo † (menzionato nel 601)
- Wadelino ? †[13]
- Antistio † (menzionato nel 614)
- Gelionio (o Gebderino) †[14]
- San Grato † (menzionato nel 650)
- Desiderato † (prima del 667 - dopo il 675)
- Amblaco †[15]
- Uberto (o Ucberto) † (prima del 779 - dopo il 784/791)
- Fova † (prima dell'826/827 - dopo l'837)
- Milone †[15]
- Godescalco † (prima dell'843 - dopo l'862)
- Gerbaldo † (prima di giugno 864 - dopo giugno 885)
- Warnulfo †[16]
- Stefano † (prima di maggio 886 - dopo maggio 887 dimesso)
- Ardrado † (prima dell'894 - dopo il 919)
- Assorano ? †[17]
- Stateo † (menzionato nel 928)
- Durando I †[15]
- Ildeboldo † (prima del 948 - dopo il 949)
- Frotgario † (menzionato nel 960 o 961)
- Radulfo † (prima del 977 - dopo il 986)
- Lambert † (menzionato nel 1017)
- Geoffroy † (1017 - dopo il 1039)
- Hugues ? † (menzionato nel 1040)[18]
- Guy (Wido) † (prima del 1044 - dopo il 1052)
- Aicard † (prima del 1059 - dopo il 1070)
- Roderic † (prima del 1072 - dopo il 1077)
  - Sede vacante
- Gautier † (1080 - circa 1120)[19]
- Gothaud † (circa 1121 - circa 1126)[20]
- Gautier de Sercy † (prima del 1129 - 1152 dimesso)
- Pierre, O.Cist. † (prima del 1164 - dopo il 1173)
- Engilbert † (prima del 1179 - 1183 dimesso)
- Robert † (prima del 1185 - 1215 deceduto)
- Durand II † (1215 - 1231 deceduto)
- Guillaume de La Tour † (circa 1231 - 25 marzo 1245 nominato arcivescovo di Besançon)
- Alexandre de Bourgogne-Montaigu † (maggio 1245 - dicembre 1261 deceduto)
- Thibaud † (1261 - dicembre 1264 deceduto)
- Guy de Sennecey † (1265 - 19 maggio 1269 deceduto)
- Ponce de Sissey † (24 luglio 1269 - 14 febbraio 1273 deceduto)
- Guillaume du Blé † (maggio 1273 - 7 settembre 1294 deceduto)
- Guillaume de Bellevesvre † (1294 - novembre 1301 deceduto)
- Robert de Desise † (25 maggio 1302 - settembre 1315 deceduto)
- Berthaud de La Chapelle de Villiers † (1315 o 1316 - 1332 deceduto)
- Hugues de Corraboeuf † (15 marzo 1333 - dopo marzo 1341 deceduto)
- Pierre de Chalon † (26 giugno 1342 - 15 marzo 1345 deceduto)
- Jean Aubryot † (21 marzo 1345 - 18 dicembre 1350 deceduto)
- Renaud † (3 gennaio 1351 - 2 ottobre 1353 nominato vescovo di Châlons)
- Jean de Mello † (2 ottobre 1353 - 8 febbraio 1357 nominato vescovo di Clermont)
- Jean Germain I † (8 febbraio 1357 - 18 giugno 1361 nominato vescovo di Auxerre)
- Jean de Saint-Just † (18 giugno 1361 - 27 maggio 1369 deceduto)
- Geoffroy de Saligny † (18 giugno 1369 - 14 aprile 1374 nominato vescovo di Bayeux)
- Nicolas de Vères † (12 maggio 1374 - 8 novembre 1386 deceduto)
- Olivier de Martreuil † (29 gennaio 1387 - 15 marzo 1405 deceduto)
- Jean de La Coste † (6 aprile 1405 - 10 marzo 1408 nominato vescovo di Mende)
- Philibert de Saulx † (10 marzo 1408 - 14 agosto 1413 nominato vescovo di Amiens)
- Jean d'Arsonval † (14 aprile 1413 - 27 agosto 1416 deceduto)
- Hugues des Orges † (3 settembre 1416 - 26 gennaio 1431 nominato arcivescovo di Rouen)
- Jean Rolin † (26 gennaio 1431 - 20 agosto 1436 nominato vescovo di Autun)
- Jean Germain II † (20 agosto 1436 - 2 febbraio 1461 deceduto)
- Jean de Poupet † (27 maggio 1461 - 14 luglio 1480 nominato vescovo titolare di Salona)
- André de Poupet † (14 luglio 1480 - 1503 dimesso)
- Jean de Poupet de La Chaux, O.S.B. † (11 dicembre 1503 - 28 dicembre 1531 deceduto)
- Antoine de Vienne † (23 febbraio 1532 - febbraio 1552 deceduto)
- Louis Guillart † (16 ottobre 1553 - 4 settembre 1560 nominato vescovo di Senlis)
- Antoine Herlault † (14 aprile 1561 - 28 settembre 1573 deceduto)
- Jacques Fouré, O.P. † (16 novembre 1573 - 20 gennaio 1578 deceduto)
- Pons de Thiard de Bissy † (17 marzo 1578 - 1594 dimesso)
- Cyrus de Thiard de Bissy † (24 gennaio 1594 - 3 gennaio 1624 deceduto)
- Jacques de Neuchèze † (7 ottobre 1624 - 1º maggio 1658 deceduto)
- Jean de Maupeou † (21 aprile 1659 - 2 maggio 1677 deceduto)
- Henri-Félix de Tassy † (31 gennaio 1678 - 11 novembre 1711 deceduto)
- François Madot † (16 marzo 1712 - 7 ottobre 1753 deceduto)
- Louis-Henri de Rochefort d'Ailly † (1º aprile 1754 - 13 giugno 1772 deceduto)
- Joseph-François d'Andigné de La Chasse † (7 settembre 1772 - 7 dicembre 1781 dimesso)
- Jean-Baptiste du Chilleau † (10 dicembre 1781 - 8 novembre 1816 dimesso)[21]
  - Sede soppressa